# Pescasseroli
Pescasseroli je italská obec (comune), nalézající se v provincii L’Aquila v regionu Abruzzo. K roku 2015 zde žilo 2203 obyvatel. Je informačním centrem Národního parku Abruzzo, Lazio a Molise (italsky Parco nazionale d’Abruzzo, Lazio e Molise).

## Popis
Obec leží zhruba 85 km jihovýchodně od obce L’Aquila na řece Sangro a bezprostředně hraničí s provincií Frosinone (kraj Lazio). Mezi obce, s nimiž sousedí, náleží Alvito, Bisegna, Campoli Appennino, Gioia dei Marsi, Lecce nei Marsi, Opi, San Donato Val di Comino, Scanno a Villavallelonga.

## Galerie

Pescasseroli
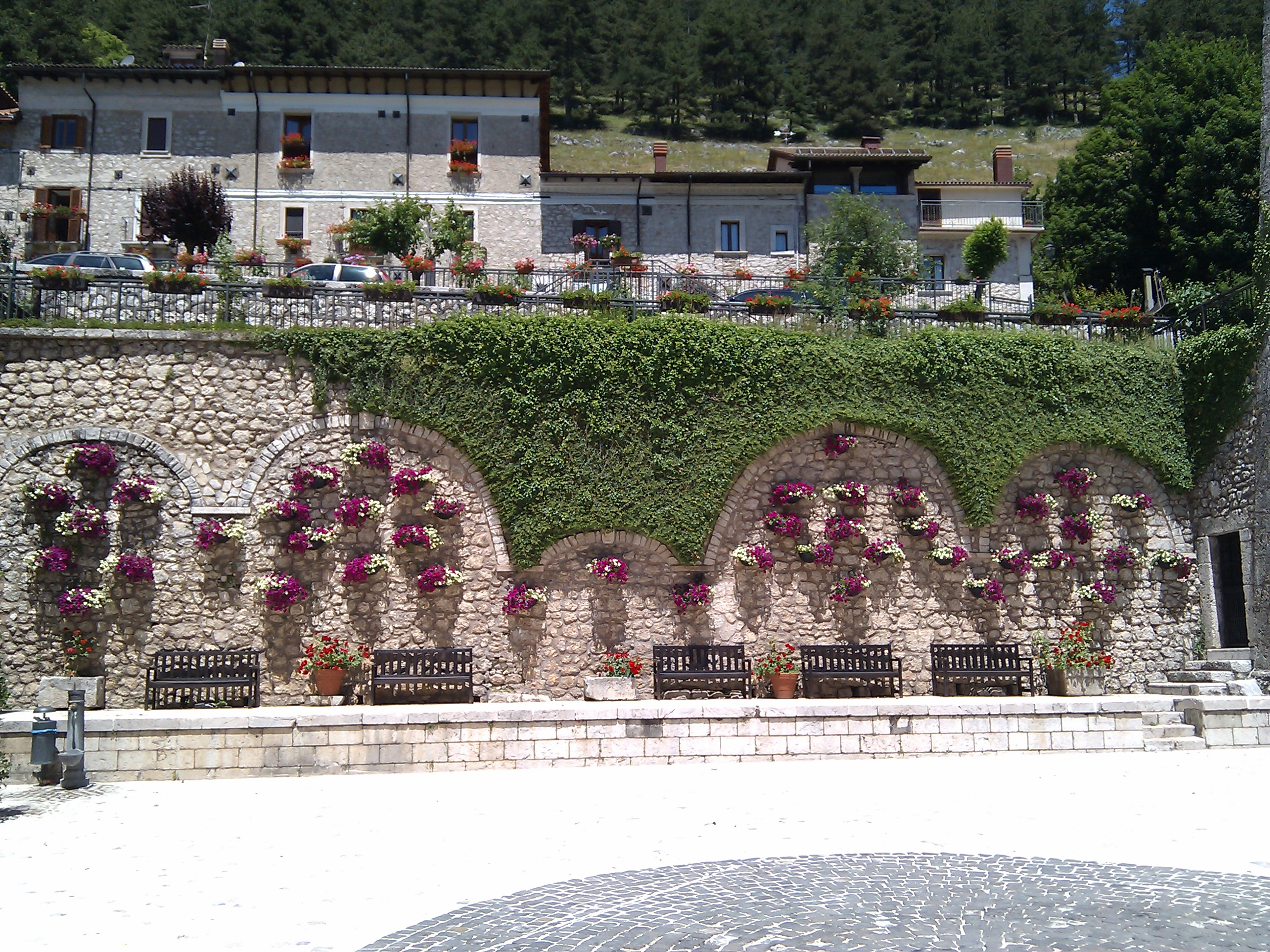
Pescasseroli
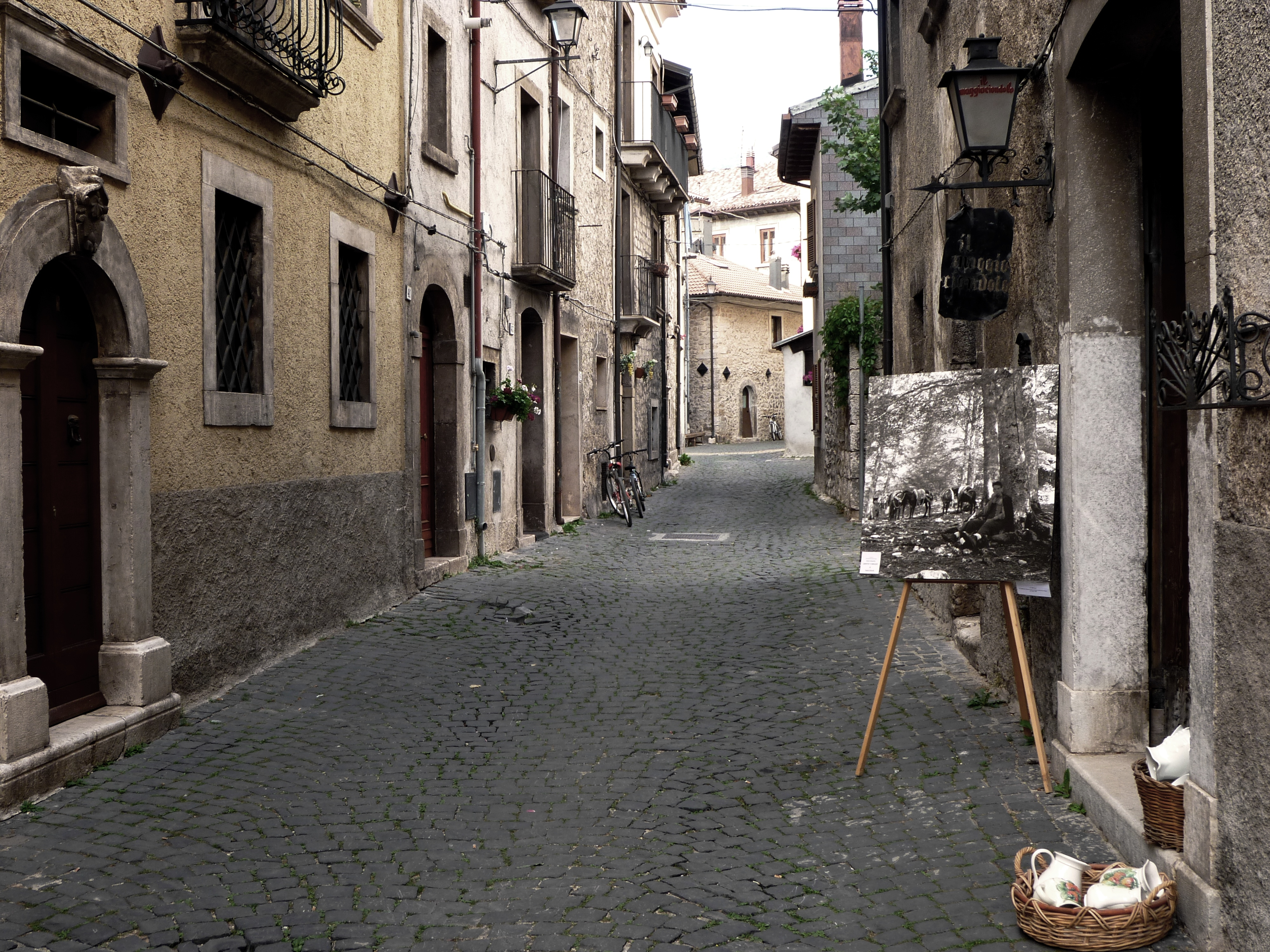
Pescasseroli
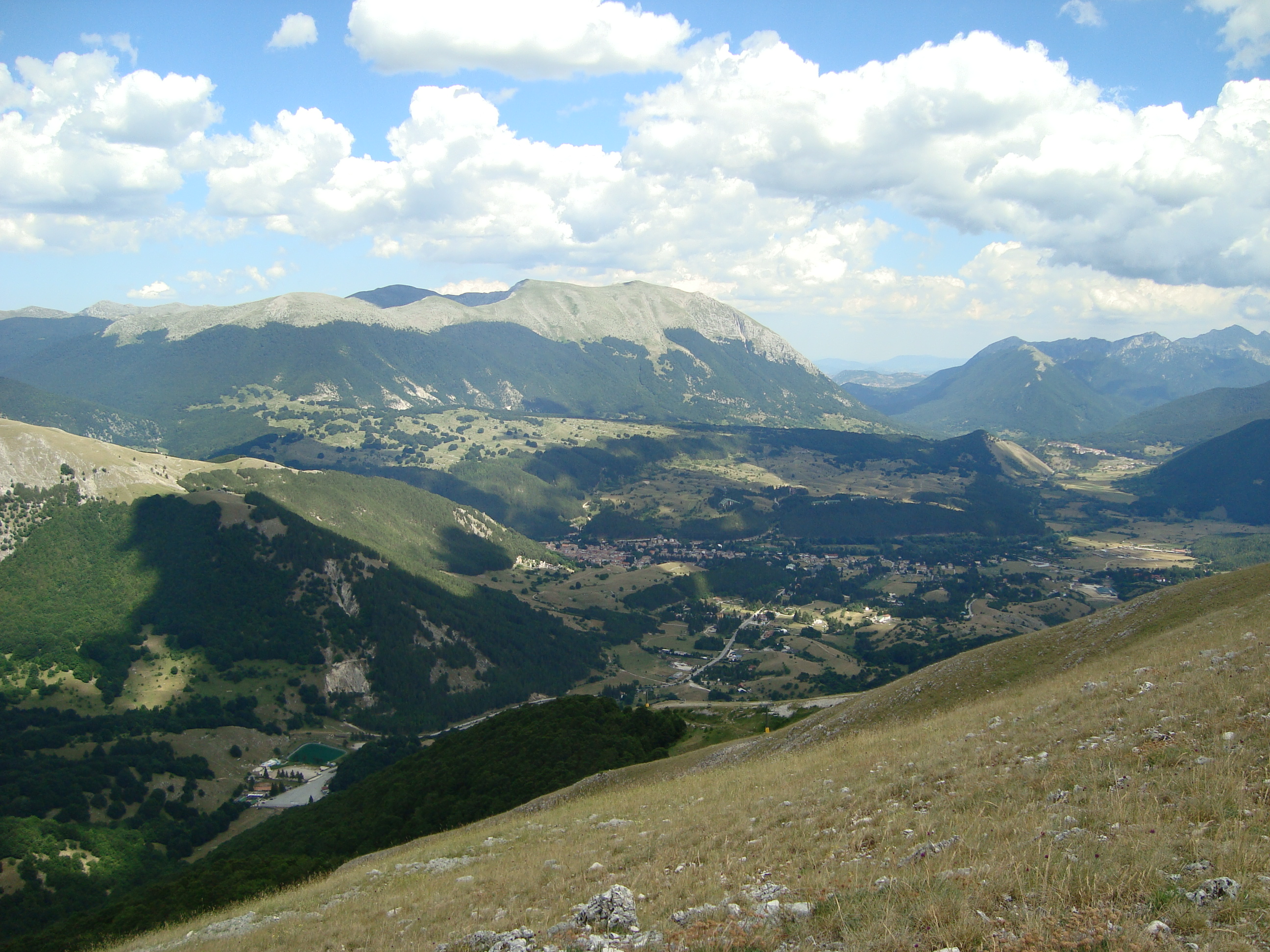
Pescasseroli z Monte delle Vitelle

## Významní rodáci
- Benedetto Croce (1866–1952), italský filozof, literární kritik, spisovatel a politik